# Deutscher Schützenbund

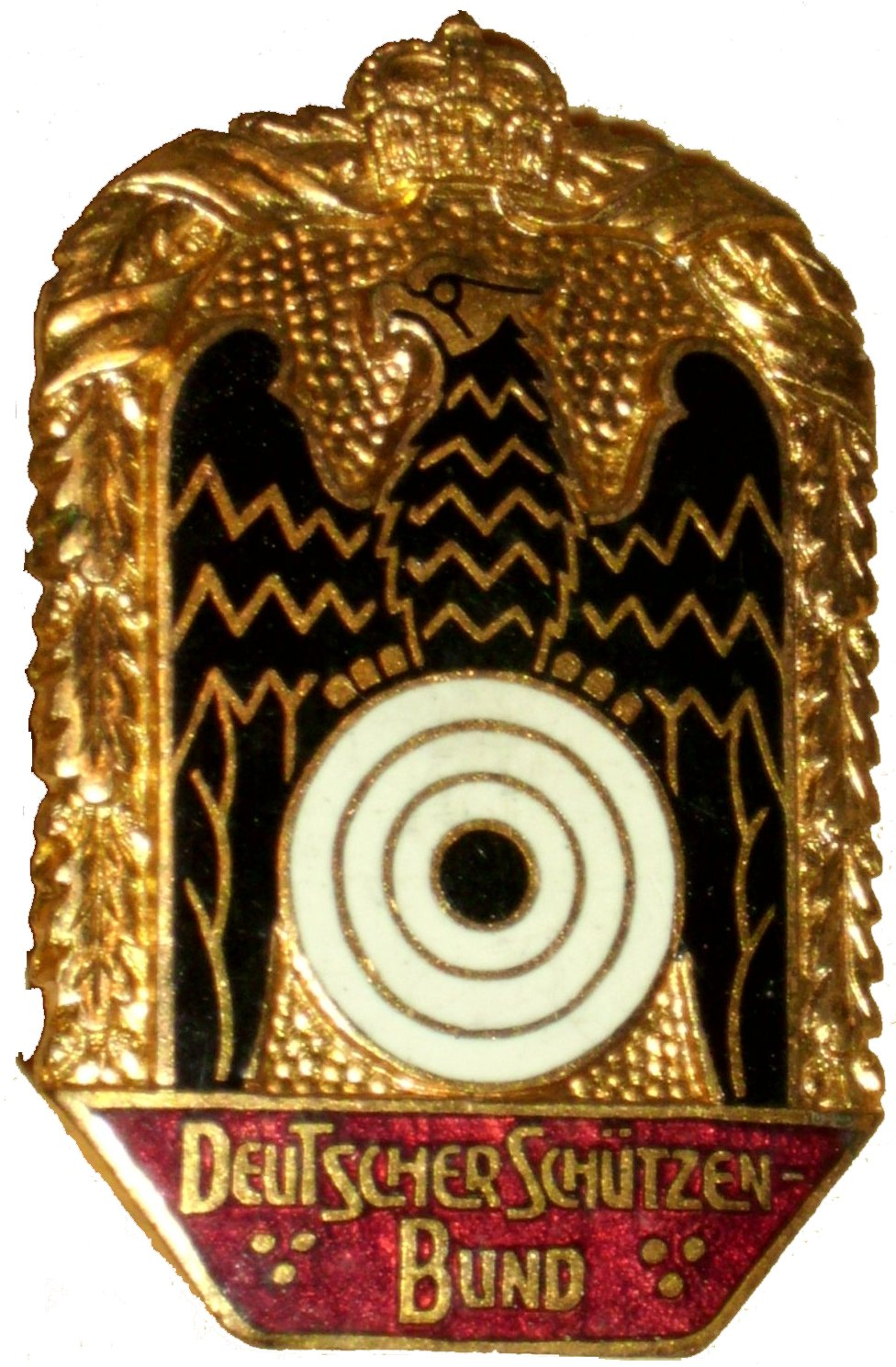
Historische Anstecknadel des Deutschen Schützenbundes

Der Deutsche Schützenbund e. V. (DSB) wurde am 11. Juli 1861 in Gotha gegründet und im Jahr 1951 in Frankfurt am Main wiedergegründet. Er ist der größte Dachverband für Sportschützen in Deutschland. Mit 1.319.794 Mitgliedern ist der DSB der fünftstärkste Sportverband in Deutschland (Stand: 1. November 2023).
Neben den olympischen Disziplinen Gewehr, Pistole, Wurfscheibe und Bogen betreut der Deutsche Schützenbund auch die Sportarten Laufende Scheibe, Vorderlader, Feldbogen, Ordonnanzgewehr, Armbrust und Sommerbiathlon.
Die Deutsche SchützenZeitung ist das monatlich herausgegebene offizielle Mitteilungsblatt des DSB.

## Aufgaben
Zweck ist die Förderung und Überwachung des Sportschießens nach einheitlichen Regeln, die Regelung der Aus- und Fortbildung, die Einrichtung von Bundesligen, die Förderung des Schützenbrauchtums, die Vertretung seiner Mitglieder im In- und Ausland, die Förderung der sportlichen und allgemeinen Jugendarbeit, die Durchführung des Deutschen Schützentages und die einheitliche Präsentation des Sportschießens und der überverbandlichen Schützentradition in der Öffentlichkeit.

## Organisation

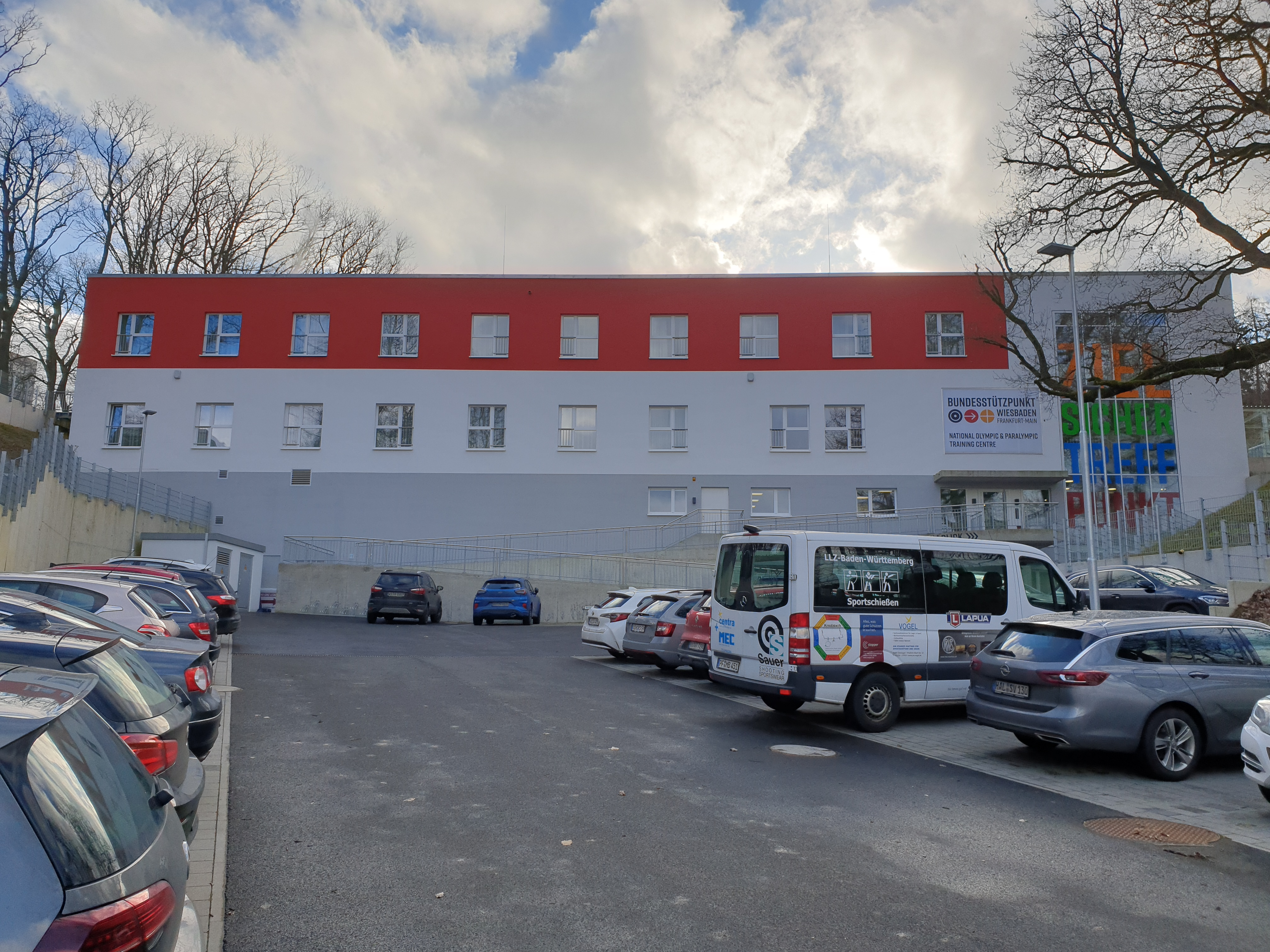
Nationales olympisches und paralympisches Trainingszentrum für Schieß- und Bogensport in Klarenthal

Die Geschäftsstelle befindet sich in Wiesbaden-Klarenthal unter Leitung von Bundesgeschäftsführer Jörg Brokamp.
Oberstes Organ ist die alle zwei Jahre stattfindende Ordentliche Delegiertenversammlung.
Ausführende Organe sind der Gesamtvorstand und das aus neun Mitgliedern bestehende Präsidium:
- Präsident,
- 1. Vizepräsident,
- Vizepräsident Recht,
- Vizepräsident Finanzen,
- Vizepräsident Sport,
- Vizepräsidentin Ethik, Toleranz, Wertevermittlung und Gleichstellung,
- Vizepräsident Bildung und Verbandsentwicklung,
- Vizepräsident Schützentradition und Brauchtum, sowie
- Vizepräsident Jugend

### Präsidenten
- 1862–1889: Gotthilf Albert Sterzing
- 1890–1897: Heinrich M. Hausschild
- 1897–1918: Georg Pilipp
- 1918–1923: Wilhelm Richter
- 1923–1927: Johann Konrad Braun
- 1927–1938: Johann Peter Lorenz
- 1951–1956: Paul Wehner
- 1957–1971: Georg von Opel
- 1971–1982: Alfred Michaelis
- 1982–1994: Andreas Hartinger
- 1994–2012: Josef Ambacher
- 2013–2017: Heinz-Helmut Fischer
- seit 2017: Hans-Heinrich von Schönfels[3]

Auf dem 60. Deutschen Schützentag am 30. April 2017 in Frankfurt am Main, wurde Hans-Heinrich von Schönfels von der Delegiertenversammlung des Deutschen Schützenbundes zum Präsidenten gewählt.
Die Jugendorganisation des DSB ist die Deutsche Schützenjugend.
Der DSB ist Mitglied im Deutschen Olympischen Sportbund (DOSB).

### Mitgliedschaft in internationalen Verbänden
Außerdem ist der DSB Mitglied folgender internationaler Verbände:
- Internationale Olympische Komitee (IOC)
- Internationaler Schießsportverband (ISSF)
- Internationaler Verband für Bogenschützen (WA)
- Europäische Bogen-Union (WAE, vormals EMAU)
- Internationale Armbrustschützen-Union (IAU)
- Europäische Schützenkonföderation (ESC)
- Internationale Vorderladervereinigung (MLAIC)
- Internationaler Verband für jagdsportliches Flintenschießen (F.I.T.A.S.C.)

Aufgrund dieser Mitgliedschaften ist der DSB den Regelungen dieser internationalen Verbänden unterworfen.

## Landesverbände
Dem DSB gehören 20 Landesverbände an. Die Grenzen der Landesverbände sind mit denen der Bundesländer nicht identisch.
Hier die Auflistung der Landesverbände:
- BD – Badischer Sportschützenverband
- BY – Bayerischer Sportschützenbund
- BL – Schützenverband Berlin-Brandenburg
- BR – Brandenburgischer Schützenbund
- HH – Schützenverband Hamburg und Umgegend
- HS – Hessischer Schützenverband
- MV – Landesschützenverband Mecklenburg-Vorpommern
- NS – Niedersächsischer Sportschützenverband
- ND – Norddeutscher Schützenbund
- NW – Nordwestdeutscher Schützenbund
- OP – Oberpfälzer Schützenbund
- PF – Pfälzischer Sportschützenbund
- RH – Rheinischer Schützenbund
- SA – Schützenverband Saar
- ST – Landesschützenverband Sachsen-Anhalt
- SC – Sächsischer Schützenbund
- SB – Südbadischer Sportschützenverband
- TH – Thüringer Schützenbund
- WF – Westfälischer Schützenbund
- WT – Württembergischer Schützenverband

## Sportordnung
Die Sportordnung regelt das Schießen in den verschiedenen Disziplinen der über 14.000 Schützenvereine des Verbandes. In den Schießstandrichtlinien und der Schießstandordnung des DSB sind die Ausstattung der Schießstätten und das Verhalten bei der Ausübung des Sportes verbindlich festgelegt. Die Sportordnung ist beim Bundesverwaltungsamt hinterlegt und wurde am 26. Januar 2023 letztmals genehmigt.

## Klasseneinteilungen des DSB
Als Einstieg in das Sportschießen wird gemeinhin das Schießen mit Druckluft-, Federdruck- und CO2-Waffen verstanden, so dass für diese Waffenarten auch die untere Altersgrenze von 12 Jahren definiert wurde. Ausnahmen (ab 10 Jahren) werden nur unter Einhaltung mehrerer Auflagen (nur mit
schriftlicher Erlaubnis oder Anwesenheit der Eltern und behördlicher Erlaubnis und Obhut, das heißt Aufsicht einer zur Kinder- und Jugendarbeit für das Schießen geeigneten Aufsichtsperson, § 27 Abs. 3 WaffG) erteilt. Beim Bogenschießen bzw. beim Schießen mit entsprechenden Licht-/Laserwaffen darf allerdings schon unter 12 Jahren geschossen werden. Es gibt bei Wettkämpfen keine Altersbegrenzung nach oben. Wer sich fit genug fühlt, kann auch noch mit über 85 Jahren an Wettkämpfen teilnehmen.
Für Wettkämpfe nach den Regeln des Deutschen Schützenbundes gibt es zur Angleichung an das Leistungsvermögen so genannte Wettkampfklassen (ab dem Sportjahr 2018 ist eine Neuregelung derselben vorgesehen). Als Berechnungszeitraum gilt das Sportjahr.
| Wettkampfklassen           | Wettkampfklassen | Wettkampfklassen                                        |
| -------------------------- | ---------------- | ------------------------------------------------------- |
| Klassenbezeichnung         | Klassen Nummer   | Altersbereich                                           |
| Schüler II m/w Lichtpunkt  | 22               | unterteilt in männlich/weiblich: bis 12 Jahre           |
| Schüler I männlich         | 20               | 13–14 (mit besonderen Genehmigungen auch ab 10)         |
| Schüler I weiblich         | 21               | 13–14 (mit besonderen Genehmigungen auch ab 10)         |
| Jugend männlich            | 30               | 15–16 Jahre                                             |
| Jugend weiblich            | 31               | 15–16 Jahre                                             |
| Junioren II                | 42               | 17–18 Jahre (nur Männer)                                |
| Juniorinnen II             | 43               | 17–18 Jahre (nur Frauen)                                |
| Junioren I                 | 40               | 19–20 Jahre (nur Männer)                                |
| Juniorinnen I              | 41               | 19–20 Jahre (nur Frauen)                                |
| Herren I                   | 10               | 21–40 Jahre                                             |
| Damen I                    | 11               | 21–40 Jahre                                             |
| Herren II                  | 12               | 41–50 Jahre                                             |
| Damen II                   | 13               | 41–50 Jahre                                             |
| Herren III                 | 14               | 51–61 Jahre                                             |
| Damen III                  | 15               | 51–60 Jahre                                             |
| Herren IV                  | 16               | 61 Jahre und älter, aber noch frei Stehend (nur Männer) |
| Damen IV                   | 17               | 61 Jahre und älter, aber noch frei Stehend              |
| Senioren 0 nur Auflage     | 80               | 41–50 Jahre (nur Männer)                                |
| Seniorinnen 0 nur Auflage  | 81               | 41–50 Jahre (nur Frauen)                                |
| Senioren I nur Auflage     | 70               | 51–60 Jahre (nur Männer)                                |
| Seniorinnen I nur Auflage  | 71               | 51–60 Jahre (nur Frauen)                                |
| Senioren II nur Auflage    | 72               | 61–65 Jahre (nur Männer)                                |
| Seniorinnen II             | 73               | 61–65 Jahre (nur Frauen)                                |
| Senioren III               | 74               | 66–70 Jahre (nur Männer)                                |
| Seniorinnen III            | 75               | 66–70 Jahre (nur Frauen)                                |
| Senioren IV nur Auflage    | 76               | 71–75 Jahre (nur Männer)                                |
| Seniorinnen IV nur Auflage | 77               | 71–75 Jahre (nur Frauen)                                |
| Senioren V nur Auflage     | 78               | 76 Jahre und älter (nur Männer)                         |
| Seniorinnen V nur Auflage  | 79               | 76 Jahre und älter (nur Frauen)                         |

| Schülerklassen in den Bogenwettbewerben (unterhalb Landesverbände) | Schülerklassen in den Bogenwettbewerben (unterhalb Landesverbände) |
| ------------------------------------------------------------------ | ------------------------------------------------------------------ |
| Schülerklasse A                                                    | unterteilt in männlich/weiblich: 13–14 Jahre                       |
| Schülerklasse B                                                    | unterteilt in männlich/weiblich: 11–12 Jahre                       |
| Schülerklasse C                                                    | unterteilt in männlich/weiblich: unter 11 Jahre                    |

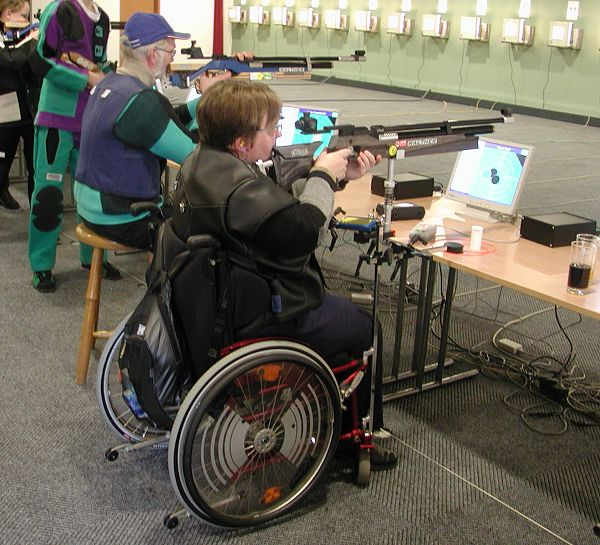
Sportschießen mit Körperbehinderung, im Sitzen, mit Rollstuhl

Kleinkaliberwaffen dürfen mit schriftlicher Zustimmung der Erziehungsberechtigten ab 14 Jahre (Jugendklasse), sonstige „scharfe“ Waffen erst ab 17 Jahren (Juniorenklasse II) geschossen werden. Ab da ist die Alterseinteilung wie bei den Druckluftwaffen.
Körperbehinderte können grundsätzlich ebenfalls an allen Schießsportdisziplinen teilnehmen. Hierfür sind im Regelwerk des Deutschen Schützenbundes verschiedene Sonderregeln eingeführt worden. So dürfen einige Körperbehinderte zum Beispiel Wettkämpfe auch im Sitzen durchführen.
Vereine können zu Wettkämpfen außer Einzelschützen auch Mannschaften melden. Diese bestehen in der Regel aus drei Teilnehmern einer Altersstufe, getrennt nach männlichen und weiblichen Teilnehmern. Vereine nehmen nicht als Ganzes an Wettkämpfen teil, sondern mit diesen Einzelschützen oder Mannschaften. Dabei kann es vorkommen, dass innerhalb eines Vereines die Wettkämpfer, je nach Leistungsstärke, sowohl in Kreis- oder Bezirksklassen oder auch in Landesligen oder der Bundesliga starten.
Für die Wettkämpfe gibt es, zusätzlich zur Alterseinteilung, eine Klasseneinteilung, in der mit unterschiedlichen Mannschaftsstärken an bestimmten Wettkämpfen teilgenommen wird. Bei diesen Wettkämpfen besuchen die Vereinsmannschaften andere Vereine und führen da ihre Wettkämpfe durch. In einer Rückrunde kommen die anderen Vereine dann zu einem zweiten Wettkampf zum ersten Verein. Da die Vereine dabei „in der Runde“ von einem Verein zum anderen fahren, bis eine festgelegte Liste von teilnehmenden Mannschaften abgearbeitet ist, nennt sich diese Wettkampfform Rundenwettkampf. Nach Abschluss eines Rundenwettkampfes steigt eine festgelegte Anzahl von Mannschaften in die nächsthöhere Wettkampfklasse auf, während andere Mannschaften in die nächstniedrigere Klasse absteigen müssen.
Einige Verbände (zum Beispiel Hessen und Bayern) haben aus historischen Gründen statt der Bezirksklasse bzw. -liga eine Gauklasse bzw. -liga. In Bayern existieren beide gleichzeitig, wobei die Bezirksklasse/-liga der Gauklasse bzw. -liga übergeordnet ist. Mit „Verbandsligen“ sind die Ligen der jeweiligen Landesverbände gemeint. 

## Bundesliga
Die Bundesliga ist die höchste deutsche Klasse im Bogenschießen, Luftpistole und Luftgewehr. Von Oktober bis Februar werden die Wettkämpfe ausgetragen; der Sieger der Bundesliga ist auch Deutscher Mannschaftsmeister in diesen Disziplinen. Nach den Vorkämpfen in den Gruppen Nord und Süd, qualifizieren sich die besten vier Teams beider Gruppen für das Finale, in dem dann im K.-o.-System bis zur Meisterschaft gekämpft wird.
- 1. Bundesliga Luftgewehr
- 1. Bundesliga Luftpistole
- Bundesliga Bogenschießen

## Auszeichnungen
Der Verband hat in der 15. Luftgewehr-Bundesliga-Saison 2011/2012 ein Novum eingeführt: In der höchsten Spielklasse eines Olympischen Sportfachverbandes treten seither in Deutschland Männer, Frauen, nationale und internationale Athleten sowie körperlich behinderte Athleten (Rollstuhlfahrer) gemeinsam an. Dieser Entscheidung ging ein Beschluss des Gesamtvorstandes des DSB im Oktober 2010 voraus, welcher den Weg für eine besondere Premiere im deutschen Sport frei gemacht hatte. Behindertensportler der Startklasse SH 1 – Sportler mit Funktionseinschränkung, aber mit voller Armfunktion – erhielten die uneingeschränkte Startberechtigung für das Ligasystem des Deutschen Schützenbundes.
Die Entscheidung, die Inklusion behinderter Athleten zu fördern, wurde auf ein wissenschaftliches Gutachten von Professor Gert-Peter Brüggemann vom Institut für Biomechanik und Orthopädie der Deutschen Sporthochschule Köln gestützt. Das Gutachten kam zu dem Schluss, dass Rollstuhlfahrer aufgrund ihrer sitzenden Position keine Vorteile bei der statischen Sportart Stehendschießen gegenüber nicht-behinderten Sportlern haben. Für diese beispielhafte Vorreiterrolle bei der Inklusion von Sportlern mit Behinderung hat die Deutsche Olympische Gesellschaft den Deutschen Schützenbund am 27. April 2013 im Rahmen des Deutschen Schützentages in Potsdam mit der Fair-Play-Medaille der Deutschen Olympischen Gesellschaft ausgezeichnet. Die Fair-Play-Plakette der Deutschen Olympischen Gesellschaft zeichnet außergewöhnlich faire Gesten aus, die über die Einhaltung der Wettkampfbestimmungen und sportlichen Regeln hinausgeht.